# Kammer (Architektur)

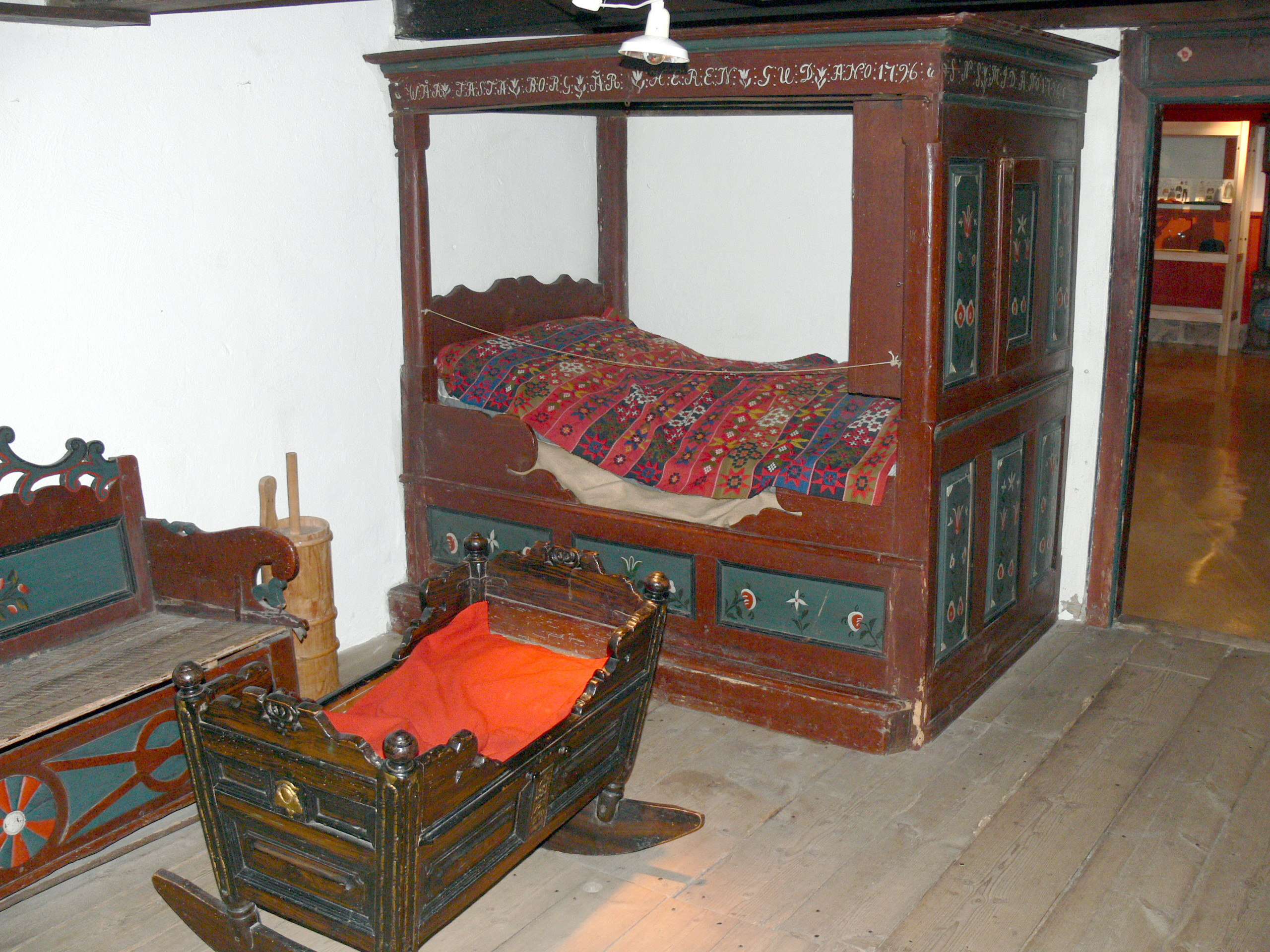
Bäuerliche Schlafkammer 18. Jh.

Kammer bezeichnet einen oft unbeheizten Raum, der als Schlafraum (z. B. „Schlafkammer“) oder zur Aufbewahrung von Vorräten diente (Vorratskammer). Das Wort stammt vom lateinischen camĕra, beziehungsweise vom griechischen kamάra (gewölbtes Gemach, Gewölbe) ab. Im modernen Sprachgebrauch steht Kammer meist für abgeschlossene, spezialisierte Räume, oft mit kontrollierten Bedingungen oder besonderen Funktionen.
Die unbeheizte Kammer ist damit von der ebenfalls unbeheizten, aber größeren (Säulen-)Halle zu unterscheiden, aber auch von der beheizten Stube oder dem großen, ebenfalls beheizbaren Saal.

## Hintergrund
Im Laufe der Geschichte hatten Wohnräume in Häusern nicht nur andere Funktionen, sondern auch andere Bezeichnungen. Im geschichtlichen Kontext liest man häufig den Begriff „Kammer“. Dieser Begriff bezeichnete ursprünglich kleine, meist unbeheizte Räume, die in ihrer Funktion vielfältig waren. Meist war damit der Schlafplatz gemeint. Heute wird der Begriff Kammer meist für kleine, fensterlose Räume verwendet.

## Historische Schlafgewohnheiten in der Kammer

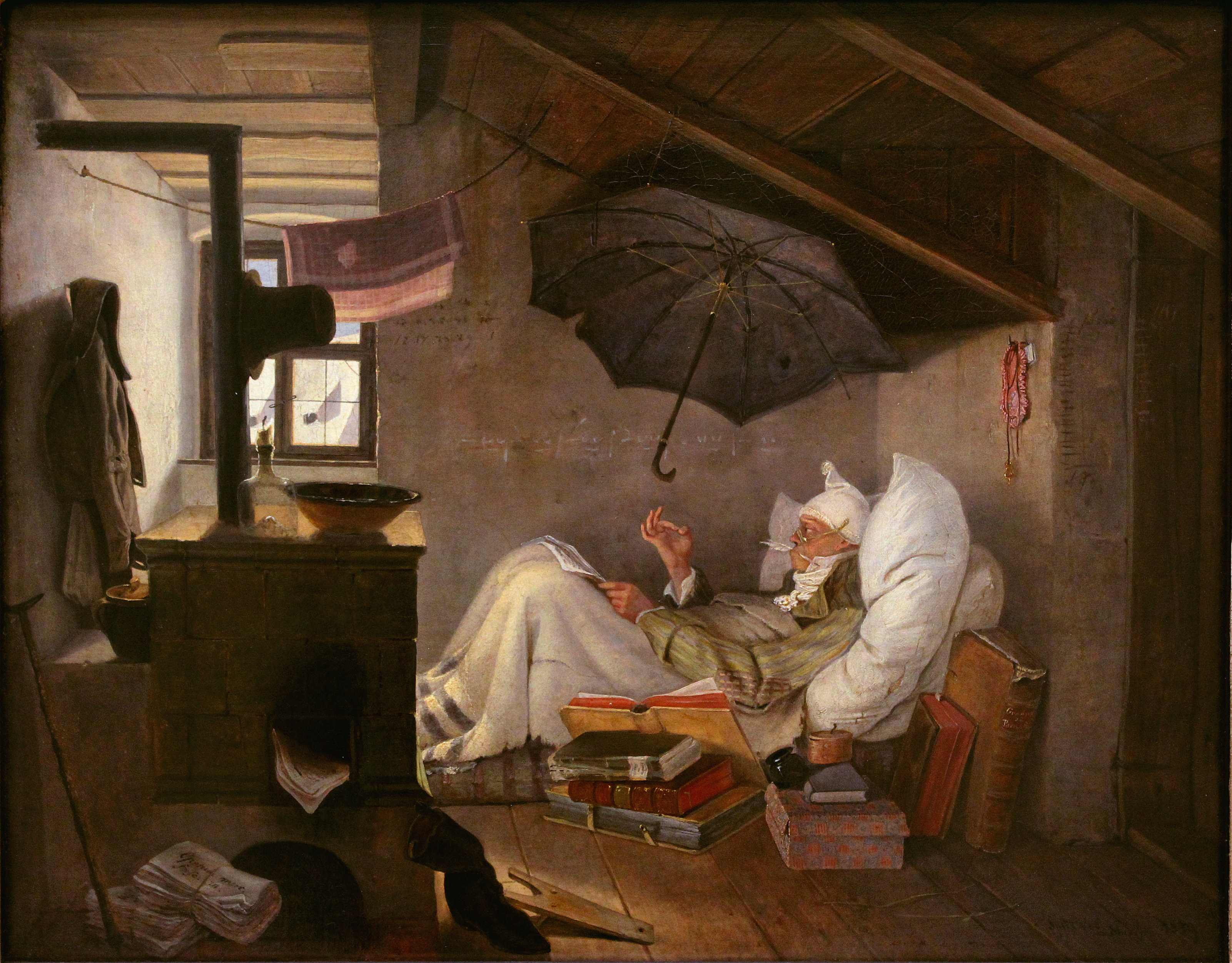
Einblick in eine frühneuzeitliche (Schlaf-)Kammer (C. Spitzweg)

In traditionellen Wohnhäusern diente die Kammer häufig als Schlafraum. Die heute oft als ungewöhnlich kurz empfundenen Betten aus früheren Jahrhunderten sind unter anderem auf veränderte Schlafgewohnheiten zurückzuführen. Damals schlief man meist in halbliegender Haltung, da dies als gesünder galt und mit religiösen Vorstellungen über den Tod in Verbindung stand – flach liegend schliefen nur die Toten. Auch das Himmelbett hatte weniger einen repräsentativen oder romantischen Zweck, sondern schützte ganz praktisch vor Zugluft, Kälte und herabfallendem Schmutz von der oft offenen Decke. Zusätzlich trug man im Bett mehrere Lagen Kleidung, und Wärmepfannen sorgten für etwas Wärme in der ungeheizten Kammer.